# Montipora hirsuta
Montipora hirsuta is een rifkoralensoort uit de familie van de Acroporidae. De wetenschappelijke naam van de soort is voor het eerst geldig gepubliceerd in 1967 door Nemenzo.